# Mikakunin de Shinkoukei
Mikakunin de Shinkoukei (яп. 未確認で進行形, латиніз.: Mikakunin de Shinkōkei, дос. «З невідомим у процесі», також відома за англійською назвою Engaged to the Unidentified — «Заручена з невідомим») — манґа-йонкома авторства манґаки Cherry-Arai. Виходила у журналі «Manga 4-Koma Palette» видавництва Ichijinsha з квітня 2009 по лютий 2022, через закриття журналу стала виходити у Monthly Comic Rex і виходить там досі. Аніме-адаптація у вигляді серіалу від студії Doga Kobo виходила в Японії з січня по березень 2014.

## Сюжет
Йономорі Кобені — старшокласниця, що живе з мамою та старшою сестрою, на ім'я Беніо. Щойно Кобені виповнилось шістнадцять, вона з подивом дізнається, що через домовленість із її покійним дідом, вона заручена з хлопцем, на ім'я Міцуміне Хакуя, який тепер, разом із його молодшою сестрою, Машіро, житиме з нею. З часом Кобені звикає до нових родичів, та дізнається більше про Хакую та Машіро. Дуже швидко, її життя, завдяки майбутньому нареченому, невістці та божевільній сестрі, стає неймовірно цікавим.

## Персонажі
Йономорі Кобені (яп. 夜ノ森 小紅)
Сейю: Теруй Харука
Відповідальна шістнадцятирічна дівчина, що добре готує та господарює. Коли була малою, впала зі скелі, після чого її врятував Хакуя. Внаслідок цієї події, в неї лишився шрам. Вона погано пам'ятає про цю історію, та не впізнає Хакую, коли бачить його знову. З часом, вона згадує більше про ту подію, також дізнається, що Хакуя поділився з нею половиною своєї нелюдської сили, через яку її інколи лихоманить. У школі відома тим, що в неї гарне обличчя, великі груди, і, як каже Машіро, «дітородні стегна» (чого вона соромиться). Також вона ніяковіє від небажаної уваги, бо вона — сестра голови учнівської ради. Пізніше, вона починає зустрічатись із Хакуєю та ходити з ним на побачення, щоправда, через це вона дуже нервується.
Йономорі Беніо (яп. 夜ノ森 紅緒)
Сейю: Мацуй Еріко
Старша сестра Кобені, у школі — голова учнівської ради. Одночасно має сестринський комплекс і лолікон, і приділяє дуже багато уваги як Кобені, котра вже до цього звикла, так і Машіро, котра її дуже боїться. Вона доволі популярна у школі: там вона поводиться більш вишукано. У школі її звуть «Беніо-сама». Турбується про Кобені, бо відчуває провину за те, що сталось.
Міцуміне Машіро (яп. 三峰 真白)
Сейю: Йошіда Юрі
Молодша сестра Хакуї, що змогла потрапити до класу Кобені попри те, що вона на дев'ять років молодша, завдяки своїй силі, подібній гіпнозу. Часто жаліється на те, що всі її вважають дитиною, хоча їй не більше, ніж десять років, та навколишнім дуже легко розуміти її думки та вподобання. Дещо боїться Беніо. Її прихильність легко здобути солодощами. Також боїться іншопланетян і криптидів, але починає цікавитись останніми, коли знаходить їхні фігурки у шоколадках.
Міцуміне Хакуя (яп. 三峰 白夜)
Сейю: Хатано Ватару
Старший брат Машіро, заручений із Кобені. Мовчазний, але добросердий, за змоги тихо допомагає Кобені, хоча інколи не одразу може розуміти, що відбувається. Його не турбує, що його одружили за домовленістю, бо Кобені справді йому подобається. Коли був малим, врятував життя Кобені, коли та впала зі скелі, та кортить себе за те, що не зміг цьому запобігти. Через це поранив праве око, і частково втратив зір. Внаслідок цього, відрощує довге волосся, аби закривати ним око. Має хобі створювати з сірників моделі історичних будівель, які часто руйнує Машіро. Потім розкривається, що він — інуґамі, що віддав половину своєї сили Кобені, аби врятувати її життя. Через його зазвичай нейтральний вираз обличчя, навколишнім, навіть рідним, складно розуміти, що він відчуває, хоча Кобені це вдається. Пізніше починає зустрічатись із Кобені та ходити з нею на побачення.
Момочі Маюра (яп. 桃内 まゆら)
Сейю: Теракава Аймі
Однокласниця та найкраща подруга Кобені. Її сім'я володіє великою шоколадною фабрикою.
Кашіма Надешіко (яп. 鹿島 撫子)
Сейю: Сакура Аяне
Віцеголова учнівської ради, тримає Беніо під контролем.
Суецуґі Коноха (яп. 末続 このは)
Сейю: Фуджіта Сакі
Секретарка учнівської ради, дуже захоплюється Беніо, як і всі інші у школі, за рідкісними виключеннями на кшталт Машіро. Заздрить Кобені та Машіро через те, що ті живуть разом із Беніо. За походженням того ж виду, що й Машіро та Хакуя, через це прагне одружитись із Хакуєю, бо її мама сказала їй, що чоловіки їхнього виду це рідкість, і що їх не можна впускати.
Оно Ніко (яп. 大野 仁子)
Сейю: Какумото Асука
Подруга Конохи, член редакції шкільної газети, весь час у пошуках нових сенсацій, прагне стати головною редакторкою.
Йономорі Акане (яп. 夜ノ森 茜)
Сейю: Ватанабе Юї
Мати Кобені та Беніо, багато працює.
Міцуміне Шіраюкі (яп. 三峰 白雪)
Сейю: Комаґата Юрі
Мати Машіро та Хакуї, малої статури, виглядає дуже молодо. Часто відвертається на солодощі, може спонтанно видати якусь важливу інформацію. Саме вона випадково каже, що сім'я Міцуміне насправді не люди.
Комаґаміне Уї (яп. 駒ヶ峰 初)
Двоюрідна сестра Машіро та Хакуї, молодша сестра Арати. Може перетворюватись на кішку. На відміну від Машіро, їй подобається грати з Беніо, вона навіть зве її «Беніо-тан.»
Комаґаміне Арата (яп. 駒ヶ峰 新)
Двоюрідний брат Машіро та Хакуї, старший брат Уї. Арата — шестикласник. Мати Конохи влаштовувала церемонію сватання між Конохою та Аратою.

## Медіа

### Манґа
Серія Mikakunin de Shinkoukei вперше вийшла у вигляді манґи-йонкоми авторства Cherry-Arai, видання Ichijinsha. Перший розділ вийшов 22 квітня 2009, у журналі Manga 4-Koma Palette (тоді називався Manga 4-Koma Kings Palette) у випуску червня 2009. 27 лютого 2022, Manga 4-Koma Palette перестала виходити, тому манґа стала виходити у Monthly Comic Rex з наступного місяця. Усього вийшло п'ятнадцять томів танкобон з 22 липня 2010, останній з яких було опубліковано 27 вересня 2023. Манґа завершиться шістнадцятим томом. Четвертий том вийшов одночасно з обмеженим випуском 28 грудня 2013. З ним у комплекті йшов DVD з анімованим кліпом на пісню Zentaiteki ni Sensation (яп. ぜんたい的にセンセーション) яку виконували Теруй Харука, Мацуй Еріко та Йошіда Юрі. У комплекті з обмеженим виданням п'ятого тому йшла OVA.

#### Список томів
| №  | Дата виходу       | ISBN                   |
| -- | ----------------- | ---------------------- |
| 1  | 22 липня 2010     | ISBN 978-4-7580-8088-0 |
| 2  | 22 жовтня 2011    | ISBN 978-4-7580-8135-1 |
| 3  | 22 листопада 2012 | ISBN 978-4-7580-8161-0 |
| 4  | 28 грудня 2013    | ISBN 978-4-7580-8194-8 |
| 5  | 28 березня 2014   | ISBN 978-4-7580-8198-6 |
| 6  | 20 березня 2015   | ISBN 978-4-7580-8228-0 |
| 7  | 22 березня 2016   | ISBN 978-4-7580-8260-0 |
| 8  | 22 травня 2017    | ISBN 978-4-7580-8286-0 |
| 9  | 21 липня 2018     | ISBN 978-4-7580-8308-9 |
| 10 | 22 липня 2019     | ISBN 978-4-7580-8323-2 |
| 11 | 22 липня 2020     | ISBN 978-4-7580-8348-5 |
| 12 | 22 червня 2021    | ISBN 978-4-7580-8364-5 |
| 13 | 21 квітня 2022    | ISBN 978-4-7580-6971-7 |
| 14 | 27 лютого 2023    | ISBN 978-4-7580-8409-3 |
| 15 | 27 вересня 2023   | ISBN 978-4-7580-8449-9 |

### Аніме
У Японії по телеканалу ABC виходила аніме-адаптація у форматі серіалу з 8 січня по 26 березня 2014 року. Режисером адаптації був Фуджівара Йошіюкі, відповідальною студією ― Doga Kobo, сценаристом Шімо Фуміхіко. За дизайн персонажів відповідала[уточнити переклад] Кікучі Ай, що також була головним режисером анімації. Крім ABC, аніме також виходило по AT-X, Tokyo MX та BS11, та одночасно виходило з англійськими субтитрами на Crunchyroll та через окремі сервіси Sentai Filmworks. Вступна та завершальна теми, "Tomadoi→Recipe" (яп. とまどい→レシピ, Tomadoi Reshipi) та "Masshiro World" (яп. まっしろわーるど, Masshiro Wārudo) відповідно, обидві виконані колективом «Mikakuning!» (що складається з сейю трьох головних героїнь, Мацуй Еріко, Теруй Харуки, та Йошіди Юрі). Аніме-адаптація виходила у Японії 6 DVD та Blu-ray-дисками з 19 березня по 20 серпня 2014. Перший том містить 12-хвилинний OVA-епізод. 10-хвилинний OVA-епізод вийшов 28 березня 2014, у комплекті з обмеженим виданням п'ятого тому манґи.

##### OVA
| No. | Назва | Дата виходу     |
| --- | --- | --------------- |
| OVA—1 | «Погляньте. Це готель з гарячими джерелами, де ми зупинились. яп. 見て。あれが私たちの泊まっている旅館よ。, латиніз.: Mite. Are ga Watashi-tachi no Tomatteiru Ryokan yo.» | 19 березня 2014 |
| Кобені та всі інші виграли путівку до готеля з гарячими джерелами.                                                     | |                 |
| OVA—2 | «Качине м'ясо смакує дещо зеленим. яп. 鴨肉って緑っぽい味がするのね。, латиніз.: Kamo Nikutte Midori-ppoi Aji ga suru no ne.»                                              | 28 березня 2014 |
| Кобені згадує епізод з дитинства, де фігурували Беніо та Надешіко, а Машіро розповідає, як вона та Хакуя жили у горах. | |                 |

## Позначення
- ↑  «р.» — скорочено від «розділ», посилання на розділ манґи Mikakunin de Shinkoukei.
- ↑  «Еп.» — скорочено від «епізод», посилання на номер епізоду аніме-серіалу Mikakunin de Shinkoukei.